# Bianca Rech
Bianca Rech (* 25. Januar 1981 in Bad Neuenahr-Ahrweiler) ist eine ehemalige deutsche Fußballspielerin und aktuelle -Funktionärin. Sie ist als Direktorin der Frauenfußball-Abteilung im Management des FC Bayern München  tätig.

## Karriere

### Vereine
Im Alter von fünf Jahren von den Eltern auf den Sportplatz mitgenommen, kam Rech mit Fußball in Berührung und begann 1986 in ihrem Heimatverein, beim SC 07 Bad Neuenahr (gemeinsam mit „Jungs“) mit dem Fußballspielen. Vom achten bis dreizehnten Lebensjahr spielte sie dann in der Spielgemeinschaft Westum/Löhndorf, bevor sie 1994 zu ihrem Heimatverein zurückkehrte. 1997 gelang ihr der Aufstieg in die erste Mannschaft, für die sie am 17. August (1. Spieltag) beim 5:1-Sieg über den SC Klinge Seckach ihr Bundesligadebüt gab; ihr erstes Tor erzielte sie am 12. Oktober 1997 (6. Spieltag) beim 2:1-Sieg im Auswärtsspiel gegen den TuS Niederkirchen mit dem zwischenzeitlichen 1:1-Unentschieden in der 60. Minute. Nach 53 Ligaspielen, in denen sie 10 Tore erzielte, wechselte sie zur Saison 2000/01 zum 1. FFC Frankfurt, blieb dort vier Spielzeiten (43 Spiele; 7 Tore) und gewann dreimal in Folge das Double und den erstmals ausgespielten UEFA Women’s Cup. 2004/05 war sie dann noch einmal für ihren Heimatverein aktiv, bevor sie nach Schweden zum Erstligisten Sunnanå SK wechselte. Nach nur einer Spielzeit kehrte sie nach Deutschland zurück, schloss sich dem Bundesligisten FC Bayern München an, absolvierte 95 Ligaspiele und erzielte 12 Tore. Nach vier Spielzeiten für die Bayern kehrte sie zur Saison 2010/11 zum SC 07 Bad Neuenahr zurück. Dort wurde sie am Pfingstmontag den 28. Mai 2012 verabschiedet. Im Juli 2012 schloss sie sich der Frauenmannschaft des 1. FC Köln an, für den sie am 15. September 2013 (2. Spieltag) beim 3:0-Sieg im Heimspiel gegen den SC 07 Bad Neuenahr 90 Minuten bestritt.

### Nationalmannschaft
In ihrer ersten Bundesligasaison 1997 wurde Rech auch Nationalspielerin. Sie spielte für die U-16-Nationalmannschaft, mit der sie am Nordic Cup in Schweden teilnahm und im Spiel um Platz drei dem Gastgeber mit 9:10 im Elfmeterschießen unterlegen war. Vom 3. bis 7. August 1999 nahm sie an der U-18-Europameisterschaft in Schweden teil und erreichte in der Finalrunde den 2. Platz. Ein Jahr später gewann sie in Frankreich mit der U-18-Nationalmannschaft den Titel des Europameisters. Vom 22. bis 28. Juli 2002 nahm sie mit der U-21-Nationalmannschaft am Nordic Cup in Finnland teil und zog nach dem 2:2-Unentschieden gegen Schweden (am 22. Juli in Raisio) und den Siegen über Island und Norwegen (4:0; am 24. Juli bzw. 3:1; am 26. Juli jeweils in Paimio) ins Finale, das gegen die Auswahl der USA mit 1:3 verloren ging. Am 14. September 2002 gab sie ihr Debüt in der A-Nationalmannschaft, die in Grimstad mit 3:1 gegen Norwegen gewann. Zu dieser Zeit wurde sie in den Medien als große Nachwuchshoffnung gefeiert. Doch eine Reihe von Verletzungen sollte sie zurückwerfen. Wenige Monate vor der Weltmeisterschaft 2003 erlitt sie in einem Europapokalspiel einen Kreuzbandriss. Nach der erfolgreichen Rehabilitation kämpfte sie sich wieder in die Sichtweite der Nationalmannschaft, ehe ein weiterer Kreuzbandriss sie zurückwarf. Ihr letztes von 20 A-Länderspielen bestritt sie am 2. August 2007 in Gera beim 5:0-Sieg gegen die Auswahl Tschechiens.

## Erfolge

### Vereine
- UEFA-Women's-Cup-Sieger 2002
- DFB-Hallenpokal der Frauen-Sieger 2002
- Deutscher Meister 2001, 2002, 2003
- DFB-Pokal-Sieger 2001, 2002, 2003
- Zweiter der Meisterschaft 2004
- Zweiter der Meisterschaft 2009
- DFB Ü35 Frauen-Cup 2018

### Nationalmannschaft
- Nordic-Cup-Siegerin 1997
- Zweite der U-18-Europameisterschaft 1999
- U-18-Europameisterin 2000
- Algarve-Cup-Siegerin 2006
- CISM-Militärweltmeisterin 2003, 2008
- Silbermedaillen-Gewinnerin bei den 4. CISM-Militärweltspielen 2007

## Sonstiges
Sie nahm an den vom 14. bis 21. Oktober 2007 in Hyderabad (Indien) ausgetragenen 4. CISM-Militärweltspielen teil. Mit der Bundeswehr-Nationalmannschaft (u. a. mit Kerstin Stegemann) gelangte sie nach dem 1:0-Sieg gegen die U.S.A., der 0:4-Niederlage gegen Nordkorea und dem 3:2-Sieg im Halbfinale gegen Frankreich ins Endspiel, das mit 0:5 (erneut) gegen die Auswahl Nordkoreas verloren ging. Rech erzielte in ihren vier Spielen drei Tore.
Bianca Rech ist gelernte Sportökonomin und Fachangestellte für Bürokommunikation, arbeitet hauptberuflich als Marketingassistentin bei der Agentur, die die Allianz Arena in München verwaltet und war vor ihrem Wechsel nach Schweden Zeitsoldatin in der Sportfördergruppe der Bundeswehr.
Von 2012 bis 2015 war sie im Bereich Jugendfußball bei Viktoria Köln beschäftigt. Von Februar 2015 bis Dezember 2015 war sie als Teammanagerin bei den Frauen des 1. FC Köln tätig. Im September 2016 kehrte Rech zum FC Bayern München zurück, zuerst im Bereich des Teammanagement. Ab Juli 2019 war sie erst Sportdirektorin der Frauenmannschaft.  Zum 1. April 2023 wurde sie Leiterin der Abteilung Frauenfußball beim FC Bayern München. Sie übernahm damit die Position von Karin Danner. im Rahmen einer Umstrukturierung wurde sie zur Direktorin der Frauenfußball-Abteilung.